# Rolf Baumann (Fußballspieler, 1933)
Rolf Baumann (* 10. Dezember 1933) ist ein ehemaliger deutscher Fußballspieler. In der höchsten Spielklasse des DDR-Fußballs, der Oberliga, spielte er für die BSG Motor Zwickau. Der Torwart bestritt für den DFV in der Junioren- und B-Nationalelf.

## Sportliche Laufbahn
Rolf Baumann wechselte 1953 vom drittklassigen Bezirksligisten Empor Apolda zum Oberligisten Motor Zwickau. Dort war er zunächst zweiter Torwart hinter Heinz Hippmann, sodass er erst am 15. Spieltag der Saison 1953/54 in der Begegnung Fortschritt Meerane gegen BSG Motor Zwickau (4:1) zu seinem ersten Oberligaeinsatz kam. Bis zum Saisonende kam Baumann auf insgesamt fünf Oberligaspiele. Er stand mit Zwickau im Endspiel der nach dem Volksaufstand in der DDR über fast zwei Jahre gestreckten 1954er-Edition des FDGB-Pokalwettbewerbs (1:2 gegen Vorwärts Berlin). Außerdem bestritt er mit der DDR-Juniorennationalmannschaft ein Länderspiel. In der folgenden Spielzeit 1954/55 gelang es ihm, den sechs Jahre älteren Hippmann zu überflügeln, denn er bestritt 23 der 26 Punktspiele. Seinen Stammplatz im Tor der Zwickauer behauptete Baumann bis zur Saison 1958 (seit 1956 im Kalenderjahr ausgetragen). 1959 lief ihm Heinz Franke den Rang ab, denn Baumann wurde in der Oberliga nur noch zwölfmal eingesetzt. 1960 kam Baumann nur noch in zehn Oberligaspielen zum Einsatz, bestritt aber ein Länderspiel mit der ostdeutschen B-Nationalmannschaft. 1961/62 (Rückkehr zum Sommer-Frühjahr-Rhythmus) war Baumanns letzte Oberligasaison, in der nur in vier Oberligaspielen aufgeboten wurde.
Noch 1961 wechselte Baumann zum Ortsnachbarn Aktivist Karl Marx Zwickau in die drittklassige II. DDR-Liga. Mit Aktivist stieg er 1962 in die I. DDR-Liga auf, in der er bis 1967 für Aktivist 57 Punktspiele bestritt. Danach zog sich Baumann im Alter von 33 Jahren vom Leistungsfußball zurück.